# Makaton
Il Makaton è un linguaggio progettato per fornire un mezzo di comunicazione alle persone che non possono comunicare in modo efficiente parlando. Il linguaggio Makaton è efficacemente utilizzato con individui che hanno disturbi cognitivi, autismo, sindrome di Down, disturbo specifico del linguaggio, compromissione multisensoriale e disturbi neurologici acquisiti che hanno influenzato negativamente la capacità di comunicare, compresi i pazienti con ictus.
Il nome "Makaton" deriva dai nomi di tre persone: Margaret Walker, logopedista e ricercatrice che ha progettato il Makaton, e due visitatori degli ospedali psichiatrici, di nome Katharine Johnston e Tony Cornforth, che hanno assistito l'Associazione Reale per le persone sorde.
Il Programma di Lingua Makaton utilizza un approccio multimodale per insegnare lingua e l'alfabetizzazione, attraverso una combinazione di parole, i segni, e simboli grafici utilizzati in concomitanza o soltanto con il parlato con i segni, o soltanto con il parlato con simboli grafici, in funzione delle esigenze dell'individuo da seguire. Si tratta di un vocabolario di circa 450 concetti che vengono insegnati in un ordine specifico (ci sono 8 diversi stadi). Ad esempio, la fase 1 prevede l'insegnamento di vocaboli per i bisogni immediati, come "mangiare" e "bere". Fasi successive contengono vocaboli più complessi e astratti come il tempo e le emozioni. Una volta che la comunicazione di base è stata stabilita, lo studente può progredire nell'uso del linguaggio. Inoltre, anche se il programma è organizzato in più fasi, può essere modificato e adattato alle esigenze individuali.